# Piper bangkanum
Piper bangkanum är en pepparväxtart som beskrevs av C. Dc.. Piper bangkanum ingår i släktet Piper och familjen pepparväxter. Inga underarter finns listade i Catalogue of Life.